# Lejokus silvestris
Lejokus silvestris – gatunek kosarza z podrzędu Laniatores i rodziny Podoctidae. Jedyny znany przedstawiciel monotypowego rodzaju Lejokus.

## Występowanie
Gatunek endemiczny dla Borneo.